# Silent House
Silent House è un film del 2011 diretto da Chris Kentis e Laura Lau.
Film horror statunitense indipendente con protagonista Elizabeth Olsen.

## Trama
Mentre pulisce la casa per le vacanze di famiglia, insieme con suo padre e suo zio, una giovane donna viene intrappolata nell'edificio da misteriose forze soprannaturali.

## Produzione
Il film è un remake di una pellicola uruguaiana del 2010 La casa muta, che sarebbe basato su di un fatto reale che si è verificato in un villaggio in Uruguay nel 1940.

## Distribuzione
Il film è stato presentato al Sundance Film Festival nel gennaio 2011 e successivamente è stato acquistato da Open Road Films e Universal Pictures per la distribuzione. Silent House è stato presentato nei cinema statunitensi il 9 marzo 2012. Al botteghino statunitense ha incassato 6,6 milioni di $ durante il suo weekend di apertura, con incasso totale di $ 12,8 milioni a livello nazionale.